# كأس أنغولا 2008
كأس أنغولا 2008 هو موسم من كأس أنغولا. كان عدد الأندية المشاركة فيه 18، وفاز فيه Santos Futebol Clube de Angola ‏.